# 劉寅浚
劉寅浚（1861年—？），字亮勳，号嘉予，湖北黃州府廣濟縣（今湖北省武穴市梅川鎮）人，清朝政治人物、進士出身。
光緒八年，鄉試中舉；光緒十六年，登進士，同年五月，著主事，分戶部学习。光緒二十四年，任免補同知以知府仍留原省補用。光緒二十九年，署貴州遵義府知府。光緒三十二年，革職。
父劉燡，同治癸亥进士。